# Маммана, Эмануэль
Эмануэ́ль Эрна́н Мамма́на (исп. Emanuel Hernán Mammana; род. 10 февраля 1996[…], Мерло, Буэнос-Айрес) — аргентинский футболист, защитник клуба «Велес Сарсфилд».

## Биография

### Клубная карьера
Был переведён в первую команду «Ривер Плейт» в 2014 году и дебютировал за неё 24 ноября во встрече с «Расингом». Всего в своем дебютном сезоне он провёл два матча. Первый гол за забил 14 марта 2016 года в матче против «Колона».
7 июля 2016 года перешёл в «Лион» за 7,5 миллионов евро, контракт был подписан до 2021 года.
31 июля 2017 года о переходе Мамманы объявил «Зенит», соглашение было рассчитано на 5 лет. Сумма трансфера — 16 млн евро. «Лион» также получит 20 % от суммы перепродажи аргентинца. 11 марта 2018 года в матче против «Ростова» получил травму — разрыв передней крестообразной связки, из-за которой пропустил девять месяцев, в том числе чемпионат мира. Сезон РПЛ 2020/21 провёл в аренде в клубе «Сочи». Летом 2021 года вернулся в петербургскую команду, но был отправлен набирать форму на сборы с фарм-клубом «Зенит-2». «Сочи» в июле продлил аренду футболиста ещё на один сезон. В январе 2022 года покинул «Зенит». По словам генерального директора «Зенита» Александра Медведева, Маммана продолжит карьеру в «Ривер Плейте».

### Карьера в сборной
В составе юношеской сборной Аргентины до 17 лет принял участие на юношеском чемпионате Южной Америки 2013. Его сборная стала чемпионом Южной Америки в возрастной категории до 17 лет. Также он принимал участие на юношеском чемпионате мира 2013, где его сборная заняла четвёртое место. Дебют за первую сборную состоялся 7 июня 2014 года в матче против словенцев.

## Титулы и достижения
- Чемпион Аргентины: 2014 (Финал)
- Чемпион России (2): 2018/19, 2019/20
- Обладатель Кубка России: 2019/20
- Обладатель Южноамериканского кубка: 2014
- Обладатель Кубка Либертадорес: 2015
- Обладатель Рекопы Южной Америки: 2015
- Обладатель Кубка банка Суруга: 2015
- Победитель юношеского чемпионата Южной Америки: 2013
- Победитель молодёжного чемпионата Южной Америки: 2015
- Победитель Суперкласико де лас Америкас: 2017

## Клубная статистика
| Выступление      | Выступление      | Выступление      | Лига | Лига | Кубки | Кубки | Кубки КОНМЕБОЛ / Еврокубки | Кубки КОНМЕБОЛ / Еврокубки | Остальные | Остальные | Итого | Итого |
| Клуб             | Лига             | Сезон            | Игры | Голы | Игры  | Голы  | Игры                       | Голы                       | Игры      | Голы      | Игры  | Голы  |
| ---------------- | ---------------- | ---------------- | ---- | ---- | ----- | ----- | -------------------------- | -------------------------- | --------- | --------- | ----- | ----- |
| Ривер Плейт      | Примера          | 2013/14          | 0    | 0    | 1     | 0     | —                          | —                          | —         | —         | 1     | 0     |
| Ривер Плейт      | Примера          | 2014             | 2    | 0    | 0     | 0     | 1                          | 0                          | —         | —         | 3     | 0     |
| Ривер Плейт      | Примера          | 2015             | 14   | 0    | 0     | 0     | 5                          | 0                          | —         | —         | 19    | 0     |
| Ривер Плейт      | Примера          | 2016             | 8    | 1    | 0     | 0     | 4                          | 1                          | —         | —         | 12    | 2     |
| Ривер Плейт      | Итого            | Итого            | 24   | 1    | 1     | 0     | 10                         | 1                          | 0         | 0         | 35    | 2     |
| Олимпик (Лион)   | Лига 1           | 2016/17          | 17   | 1    | 2     | 0     | 5                          | 0                          | 0         | 0         | 24    | 1     |
| Олимпик (Лион)   | Итого            | Итого            | 17   | 1    | 2     | 0     | 5                          | 0                          | 0         | 0         | 24    | 1     |
| Зенит            | Премьер-лига     | 2017/18          | 16   | 0    | 0     | 0     | 10                         | 0                          | —         | —         | 26    | 0     |
| Зенит            | Премьер-лига     | 2018/19          | 6    | 0    | 1     | 0     | 4                          | 0                          | —         | —         | 11    | 0     |
| Зенит            | Премьер-лига     | 2019/20          | 3    | 0    | 1     | 0     | 0                          | 0                          | 0         | 0         | 4     | 0     |
| Зенит            | Итого            | Итого            | 25   | 0    | 2     | 0     | 14                         | 0                          | 0         | 0         | 41    | 0     |
| Сочи             | Премьер-лига     | 2020/21          | 18   | 0    | 1     | 0     | —                          | —                          | —         | —         | 19    | 0     |
| Сочи             | Премьер-лига     | 2021/22          | 4    | 0    | 0     | 0     | 1                          | 0                          | —         | —         | 5     | 0     |
| Сочи             | Итого            | Итого            | 22   | 0    | 1     | 0     | 1                          | 0                          | 0         | 0         | 24    | 0     |
| Всего за карьеру | Всего за карьеру | Всего за карьеру | 88   | 2    | 6     | 0     | 30                         | 1                          | 0         | 0         | 124   | 3     |

## Личная жизнь
В январе 2022 года Маммана рассказал, что тяжело переживал смерть родителей и даже хотел покончить жизнь самоубийством, но его остановил незнакомец, за что он ему очень благодарен.